# 花蓮港 (電影)
花蓮港是一部台灣電影，由是台灣出身導演何非光拍攝，1948年上映。劇情講述平地漢人林懷漢與台灣原住民明娜之間的愛情故事。